# Poste de police à Wilna
Poste de police à Wilna ist der Titel eines Gemäldes, das die russische Künstlerin Marianne von Werefkin 1914 malte. Das Werk gehört zum Bestand der Fondazione Marianne Werefkin (FMW) in Ascona. Es trägt dort die Inventar-Nummer FMW-0-0-33.
Zu dem Gemälde existiert eine nicht näher bezeichnete Skizze in der „Sammlung J. u. M. Fontaine“, die ein großes Feuer auf einer Straße zeigt, an dem sich fünf Personen wärmen.

## Technik und Maße
Bei dem Gemälde handelt es sich um eine Temperamalerei auf Karton, 98 × 82 cm.

## Ikonografie
Infernalisch aggressiv lodert ein Feuer vor einer Polizeistation von Wilna. Dürftig erhellt eine Laterne die steile Straße. Blässlich bestrahlt die Sichel des Mondes die Stadt. Vom Kirchturm weht eine schwarze Fahne. Vier der Wachhabenden schauen einem Kollegen nach, der den Berg hinaufeilt und eine dunkle Gestalt verfolgt. Wie in etlichen anderen Bildern wählte Werefkin die Farben Rot und Blau einmal mehr als Grundtenor, um eine dramatische Situation zu inszenieren und ergänzte diese Farbkombination mit angriffslüstern züngelndem Gelb. Es ist eines von Werefkins rätselhaften Bilder kurz vor dem Ersten Weltkrieg.

## Datierung
Als das Bild 1914 entstand, war Wilna die „Hauptstadt des gleichnamigen russischen Gouvernements am Einfluß der Wileika in die Wilija, einem Knotenpunkt der Eisenbahnen St. Petersburg – Warschau“. Damals war Werefkins Bruder Peter seit 1912 „Generalgouverneur von Wilna, Grodno und Kowno“, gleichzeitig hatte er das Kommando des Wilnaer Militärbezirks und des 3. Armeekorps inne.
Ende 1913 war Werefkins Verhältnis mit Jawlensky wieder in eine tiefe Krise geraten. Darauf kehrte sie München den Rücken und fuhr zu ihrem Bruder Peter nach Wilna. Sie hatte den Entschluss gefasst, nicht mehr nach Deutschland zurückzukehren. Künstlerisch missionarisch engagiert, trat sie 1914 in Wilna mit einem Vortrag an die Öffentlichkeit. In ihm nahmen Jawlensky, Kandinsky und Schönberg eine führende Rolle ein. An Nell Walden schrieb sie nach Berlin: „Ich habe hier in der Kunstschule einen kleinen Vortrag gehalten über die Zwecke und Ziele der Kunst. Die Leute waren außer sich, als ich ihnen sagte, dass die Fähigkeit des Schaffens viel mehr sei als das Geschaffene, dass die Kunst mehr in dem liege, was noch nicht ist, als in den Schätzen der Museen.   Man will hier malen wie Raphael oder wie die Natur.“ Die Reaktionen ihrer Zuhörer waren für sie, die Expressionistin, enttäuschend.